# Chatiqua Hemingway
Chatiqua Hemingway (* 1987) ist eine US-amerikanische Boxerin. Sie wurde 2006 Vize-Weltmeisterin im Halbschwergewicht.

## Werdegang
Chatiqua „Tika“ Hemingway stammt aus Pittsburgh. Sie begann im Jahre 2004 mit dem Boxen und gehört dem Steel City Boxing Club Pittsburgh an. Ihr Trainer ist Sheldon Stoudemire, der früher selbst ein hervorragender Boxer war.
Die farbige Sportlerin wurde bereits im Jahre 2006 US-amerikanische Meisterin im Halbschwergewicht und besiegte dabei im Endkampf Jaclyn Nichols nach Punkten (18:8). Im selben Jahr wurde sie in Buenos Aires auch panamerikanische Meisterin in dieser Gewichtsklasse, allerdings ohne Kampf, weil sie keine Konkurrentin hatte. Bei der Weltmeisterschaft 2006 in New Delhi besiegte sie die Inderin Renu nach Punkten (10:7) und stand damit schon im Finale, in dem sie auf die routinierte Russin und mehrfache Weltmeisterin Irina Sinezkaja traf, gegen die sie einen beherzten Kampf lieferte, aber nach Punkten verlor (6:13). Sie wurde damit Vize-Weltmeisterin.
2007 verlor Hemingway bei der US-amerikanischen Meisterschaft im Halbfinale gegen Tyler Lord-Wilder durch Disqualifikation in der 4. Runde. Im Jahre 2009 gewann sie gegen dieselbe Gegnerin dann ihren zweiten US-amerikanischen Meistertitel im Halbschwergewicht. Außerdem wurde sie 2009 in Guayaquil mit einem Punktsieg im Endkampf über die starke Kanadierin Melinda Watpool (5:2) wiederum panamerikanische Meisterin.
2010 verlor sie bei der US-amerikanischen Meisterschaft im Halbschwergewicht gegen ihre alte Rivalin Tyler Lord-Wilder nach Punkten (2:9) und hatte damit keine Chance, bei der Weltmeisterschaft in Bridgetown, Barbados eingesetzt zu werden.
2011 wechselte Hemingway vom Halbschwergewicht in das Mittelgewicht, weil diese Gewichtsklasse ab 2012 olympisch wurde. Sie musste dazu mehr als 5 kg abtrainieren. Im gleichen Jahr startete sie in dieser neuen Gewichtsklasse bei den USA-Meisterschaften. Nach einem Sieg über Amy Castillo verlor sie im Halbfinale gegen Alyssa Defazio nach Punkten (14:20) und belegte damit den 3. Platz. Bei einem großen internationalen Turnier im November 2011 in Oxnard, Kalifornien, war sie in guter Form und besiegte mit Lidia Fidura, Polen (19:13), Katarzyna Furmaniak, Polen (18:13) und Nadeschda Torlopowa, Russland (17:12) drei Weltklasse-Boxerinnen jeweils klar nach Punkten.
Im Februar 2012 startete sie dann an der US-amerikanischen Olympiaausscheidung (Trials) in Spokane. Von diesem Turnierausgang hing es ab, wer die Vereinigten Staaten bei den Olympischen Spielen in London im Mittelgewicht vertreten durfte. Chatiqua Hemingway besiegte in ihrem ersten Kampf Tiffany Hearn (19:15), unterlag aber im nächsten Kampf der 17-jährigen Newcomerin Claressa Shields (15:23), erkämpfte sich durch einen Sieg über Raquel Miller  (21:6) die Chance für einen zweiten Kampf gegen Claressa Shields, den sie aber ebenfalls nach Punkten (18:23) verlor. Claressa Shields startete deshalb in London und wurde dort auch Olympiasiegerin.

## Internationale Erfolge
| Jahr | Platz | Wettbewerb                                      | Gewichtsklasse | Ergebnisse |
| 2006 | 1.    | Pan Amerikanische Meisterschaft in Buenos Aires | Halbschwer     | kampflos |
| 2006 | 2.    | Weltmeisterschaft in New Delhi                  | Halbschwer     | nach einem Punktsieg über Renu, Indien (10:7) u. einer Punktniederlage gegen Irina Sinezkaja, Russland (6:13)                   |
| 2009 | 1.    | Pan Amerikanische Meisterschaft in Guayaquil    | Halbschwer     | nach einem Punktsieg über Melinda Watpool, Kanada (5:2)                                                                         |
| 2011 | 1.    | Intern. Turnier in Oxnard/USA                   | Mittel         | nach Punktsiegen über Lidia Fidura, Polen (19:13), Katarzyna Furmaniak, Polen (18:13) und Nadeschda Torlopowa, Russland (17:12) |

## US-amerikanische Meisterschaften
| Jahr | Platz | Gewichtsklasse | Ergebnis                                                                          |
| 2006 | 1.    | Halbschwer     | nach Punktsieg im Finale über Jaclyn Nichols (18:8)                               |
| 2007 | 3.    | Halbschwer     | nach Disq.-Niederlage i.d. 4. Runde im Halbfinale gegen Tyler Lord-Wilder         |
| 2009 | 1.    | Halbschwer     | nach Punktsieg im Finale über Tyler Lord-Wilder                                   |
| 2010 | 2.    | Halbschwer     | nach Punktniederlage im Finale gegen Tyler Lord-Wilder (2:9)                      |
| 2011 | 3.    | Mittel         | nach Punktsieg über Amy Castillo und Punktniederlage gegen Alyssa Defazio (14:20) |

## Olympia-Trials
| Jahr | Platz | Gewichtsklasse | Ergebnisse |
| 2012 | 2.    | Mittel         | Punktsieg über Tiffany Hearn (19:15), Punktniederlage gegen Claressa Shields (15:23), Punktsieg über Raquel Miller (21:6) und Punktniederlage gegen Claressa Shields (18:23) |

## Erläuterungen
Mittelgewicht, bis 75 kg, Halbschwergewicht, bis zum Jahre 2008 bis 80 kg Körpergewicht, seit 2009 bis 81 kg Körpergewicht